# Мущинка, Анатолий Михайлович
Анато́лий Миха́йлович Мущи́нка (укр. Анатолій Михайлович Мущинка; 19 августа 1970, Мукачево, Закарпатская область, Украинская ССР) — советский и украинский футболист, полузащитник. Выступал за сборную Украины.
6 марта 1992 года в Одессе на 20-й минуте матча, выступая в составе львовских «Карпат», Анатолий Мущинка забил в ворота «Черноморца» первый гол в истории национальных чемпионатов Украины.
Единственную игру за сборную Украины сыграл 27 апреля 1993 года в Одессе на Центральном стадионе Черноморского морского пароходства. Это был товарищеский матч со сборной Израиля (1:1). В матче представлял цвета запорожского «Металлурга». В перерыве после первого тайма был заменён Александром Гайдашем.

## Личная жизнь
Женат, двое дочерей. 23 года прожил в Германии, получил немецкое гражданство, однако, впоследствии вернулся в родной город Мукачево.

## Достижения
- Чемпион Европы среди юниоров (до 19): 1988